# Phil Brown (voetballer)
Philip ("Phil") Brown (South Shields (County Durham), 30 mei 1959) is een Engels voormalig voetballer en huidig voetbaltrainer. 

## Biografie

### Spelerscarrière
Brown begon zijn carrière in de zondag-League voor South Shields, in hetzelfde team als Ray Dunbar en Bobby Davison.
Als een professional speelde Brown vele jaren voor Hartlepool United, Halifax Town en Bolton Wanderers.

### Trainerscarrière
Hij keerde terug naar Bolton Wanderers nadat hij zijn voetbalcarrière beëindigd had en diende als assistent-manager onder Colin Todd. Na Todds vertrek in 1999 nam hij het team over als interim-manager, hij won vier wedstrijden van de vijf tot de benoeming van Sam Allardyce. Hij diende als Allardyce' assistent voor een periode van zes jaar, alvorens hij besloot zelf verder te gaan als manager. 

#### Derby County
Browns eerste fulltime managementpositie werd Derby County, hij werd ontslagen na slechts zeven maanden in januari 2006, na een 6-1-nederlaag tegen Coventry City, gevolgd door een 3-1-nederlaag tegen Colchester in de FA Cup, vierde ronde. Derby werd 19e en Brown mocht vertrekken. 

#### Hull City
Brown werd benoemd als coach bij Hull City op 27 oktober 2006 en nam de taken over nadat manager Colin Murphy op 4 december 2006 moest stoppen wegens Parkinson, Hull City stond toen op de 22e plaats in de Football League Championship. Nadat Brown er voor had gezorgd dat Hull City uit de degradatiezone klom met drie overwinningen en een gelijkspel, werd hij aangesteld als de vaste manager van de club op 4 januari 2007. 
Brown ging door met het leiden van De Tigers en wist de Championship te halen waar hij later ook nog promotie voor de Premier League haalde. Voor het eerst voor de club in de 104-jarige geschiedenis, door het kloppen van Bristol City op Wembley in de Championship play-off-finale op 24 mei 2008. Brown beschreef dit als "de beste dag van mijn leven, zonder twijfel".
Op 15 maart 2010 werd hij ontslagen bij Hull.

#### Preston
Op 6 januari 2011 werd Brown aangesteld als coach van Preston North End waar hij Darren Ferguson verving.

## Erelijst
- 2007-08: The Championship Playoff Winnaar (promotie naar Premier League) - Hull City